# Françoise Macchi
Françoise Macchi (* 12. Juli 1951 in Le Sentier, Schweiz) ist eine ehemalige französische Skirennläuferin. Sie ist mit dem ehemaligen Skirennläufer Jean-Noël Augert verheiratet und ist die Tante von Jean-Pierre Vidal.

## Werdegang
Françoise Macchi konnte in allen damals ausgetragenen Einzeldisziplinen des Skiweltcups Rennen gewinnen. So siegte sie je zweimal in der Abfahrt und im Slalom sowie sechsmal im Riesenslalom. In der Saison 1969/70 belegte sie im Riesenslalom-Weltcup den ersten Platz. In der gleichen Disziplin gewann sie bei den Weltmeisterschaften 1970 in Gröden die Bronzemedaille. Ebenfalls 1970 wurde sie französische Meisterin im Riesenslalom.
Außerdem gewann sie am 12. Januar 1971 einen nicht zum Weltcup zählenden Slalom bei den Rennen von Grindelwald. Dank Rang 3 in der Abfahrt am 17. Dezember 1971 und des Slalomsieges am 18. Dezember 1971 (diesen mit Nr. 29) wurde sie überlegene Siegerin der Kandahar-Kombination in Sestriere. Die Saison 1971/72 verlief für sie überhaupt vorerst vielversprechend, da sie dank ihrer drei Siege gleich zu Beginn des Januars sich eine klare Führung im Weltcup erarbeitete. Sie war auch als Fahnenträgerin des französischen Teams bei den Olympischen Winterspielen in Sapporo vorgesehen (eine leichte Verletzung am 29. Januar, als sie sich beim Abfahrtstraining am Eniwa eine Zerrung im rechten Knöchel zugezogen hatte, war rasch überstanden), doch am 2. Februar kam es bei einem (weiteren) Training zu einer schwereren Knieverletzung, die für sie nicht nur das Aus für die Spiele, sondern auch für die weitere Saison bedeuteten und sie zum Karriere-Ende zwangen. Sie gab an, in ihrem Heimatort Châtel (Département Haute-Savoie) ein Modegeschäft eröffnen zu wollen.

## Erfolge

### Weltmeisterschaften
- Gröden 1970: 3. Riesenslalom

### Weltcupwertungen
Françoise Macchi gewann  einmal die Disziplinenwertung im Riesenslalom.
| Saison  | Gesamt | Gesamt | Abfahrt | Abfahrt | Riesenslalom | Riesenslalom | Slalom | Slalom |
| Saison  | Platz  | Punkte | Platz   | Punkte  | Platz        | Punkte       | Platz  | Punkte |
| ------- | ------ | ------ | ------- | ------- | ------------ | ------------ | ------ | ------ |
| 1968    | 17.    | 22     | 11.     | 11      | –            | –            | 17.    | 11     |
| 1968/69 | 14.    | 38     | 15.     | 8       | 10.          | 30           | –      | –      |
| 1969/70 | 2.     | 145    | 5.      | 44      | 1.           | 70           | 13.    | 31     |
| 1970/71 | 5.     | 122    | 3.      | 56      | 3.           | 60           | 21.    | 6      |
| 1971/72 | 2.     | 187    | 4.      | 67      | 4.           | 50           | 2.     | 70     |

### Weltcupsiege
Macchi errang insgesamt 20 Podestplätze, davon 10 Siege:
| Datum             | Ort                    | Land        | Disziplin    |
| ----------------- | ---------------------- | ----------- | ------------ |
| 11. Dezember 1968 | Val-d’Isère            | Frankreich  | Riesenslalom |
| 10. Dezember 1969 | Val-d’Isère            | Frankreich  | Riesenslalom |
| 24. Januar 1970   | Saint-Gervais          | Frankreich  | Riesenslalom |
| 30. Januar 1970   | Garmisch-Partenkirchen | Deutschland | Abfahrt      |
| 12. Dezember 1970 | Bardonecchia           | Italien     | Abfahrt      |
| 5. Januar 1971    | Maribor                | Slowenien   | Riesenslalom |
| 18. Dezember 1971 | Sestriere              | Italien     | Slalom       |
| 3. Januar 1972    | Oberstaufen            | Deutschland | Riesenslalom |
| 4. Januar 1972    | Oberstaufen            | Deutschland | Slalom       |
| 7. Januar 1972    | Maribor                | Slowenien   | Riesenslalom |